# Попасне (Сватівський район)
Попа́сне — село в Україні, у Лозно-Олександрівській селищній громаді Сватівського району Луганської області. Населення становить 90 осіб. Орган місцевого самоврядування — Мирненська сільська рада. Площа селища 47 га.

## Історія
Село засноване 1947 року.

## Населення
Населення становить 46 осіб, 22 дворів.

## Вулиці
У селі існує одна вулиця — Польова.

## Транспорт
Село розташоване за 40 км від районного центру і за 8 км від залізничної станції Солідарний на лінії Валуйки — Кіндрашівська-Нова. З районним центром і зі станцією пов'язане автошляхами.